# 1986 NBA Draft
1986 NBA Draft – National Basketball Association Draft, który odbył się 17 czerwca 1986 w Nowym Jorku.

## Legenda
Pogrubiona czcionka – wybór do All-NBA Team.
|  | - występ w NBA All-Star Game. |

Gwiazdka (*) – członkowie Basketball Hall of Fame.

## Runda pierwsza
| Nr | Zawodnik          | Narodowość        | Drużyna NBA            | College/Drużyna                                     |
| -- | ----------------- | ----------------- | ---------------------- | --------------------------------------------------- |
| 1  | Brad Daugherty    | Stany Zjednoczone | Cleveland Cavaliers    | Uniwersytet Karoliny Północnej w Chapel Hill        |
| 2  | Len Bias          | Stany Zjednoczone | Boston Celtics         | Uniwersytet Marylandu w College Park                |
| 3  | Chris Washburn    | Stany Zjednoczone | Golden State Warriors  | Uniwersytet Stanu Karolina Północna                 |
| 4  | Chuck Person      | Stany Zjednoczone | Indiana Pacers         | Auburn University                                   |
| 5  | Kenny Walker      | Stany Zjednoczone | New York Knicks        | Uniwersytet Kentucky                                |
| 6  | William Bedford   | Stany Zjednoczone | Phoenix Suns           | Uniwersytet w Memphis                               |
| 7  | Roy Tarpley       | Stany Zjednoczone | Dallas Mavericks       | Uniwersytet Michigan                                |
| 8  | Ron Harper        | Stany Zjednoczone | Cleveland Cavaliers    | Miami University                                    |
| 9  | Brad Sellers      | Stany Zjednoczone | Chicago Bulls          | Uniwersytet Stanu Ohio                              |
| 10 | Johnny Dawkins    | Stany Zjednoczone | San Antonio Spurs      | Duke University                                     |
| 11 | John Salley       | Stany Zjednoczone | Detroit Pistons        | Georgia Institute of Technology                     |
| 12 | John Sam Williams | Stany Zjednoczone | Washington Bullets     | Uniwersytet Stanu Luizjana                          |
| 13 | Dwayne Washington | Stany Zjednoczone | New Jersey Nets        | Syracuse University                                 |
| 14 | Walter Berry      | Stany Zjednoczone | Portland Trail Blazers | St. John’s University                               |
| 15 | Dell Curry        | Stany Zjednoczone | Utah Jazz              | Virginia Polytechnic Institute and State University |
| 16 | Maurice Martin    | Stany Zjednoczone | Denver Nuggets         | Saint Joseph’s University                           |
| 17 | Harold Pressley   | Stany Zjednoczone | Sacramento Kings       | Villanova University                                |
| 18 | Mark Alarie       | Stany Zjednoczone | Denver Nuggets         | Duke University                                     |
| 19 | Billy Thompson    | Stany Zjednoczone | Atlanta Hawks          | University of Louisville                            |
| 20 | Buck Johnson      | Stany Zjednoczone | Houston Rockets        | University of Alabama                               |
| 21 | Anthony Jones     | Stany Zjednoczone | Washington Bullets     | University of Nevada                                |
| 22 | Scott Skiles      | Stany Zjednoczone | Milwaukee Bucks        | Uniwersytet Stanu Michigan                          |
| 23 | Ken Barlow        | Stany Zjednoczone | Los Angeles Lakers     | Uniwersytet Notre Dame                              |
| 24 | Arvydas Sabonis * |                   | Portland Trail Blazers | Žalgiris Kowno                                      |

Gracze spoza pierwszej rundy tego draftu, którzy wyróżnili się w czasie gry w NBA to: Mark Price, Dennis Rodman, Nate McMillan, Kevin Duckworth, Jeff Hornacek, Dražen Petrović, Ołeksandr Wołkow.
Ze względu na problem narkotykowy wśród graczy NBA, draft ten czasem określany jest jako jeden z najgorszych draftów wszech czasów. Numer 2. draftu, Len Bias, zmarł na skutek przedawkowania dwa dni po wybraniu go przez Boston Celtics. Inni zawodnicy, którzy mieli problemy narkotykowe, to: Chris Washburn, Roy Tarpley i William Bedford.
Trzej gracze wybrani w tym roku są obecnie trenerami NBA: Nate McMillan, Terry Porter i Scott Skiles.
Arvydas Sabonis, ze względów politycznych zagrał na parkietach NBA dopiero dziesięć lat później.